# Teslui (okręg Aluta)
Teslui – wieś w Rumunii, w okręgu Aluta, w gminie Teslui. W 2011 roku liczyła 690 mieszkańców. 